# Série de championnat de la Ligue nationale de baseball 1985

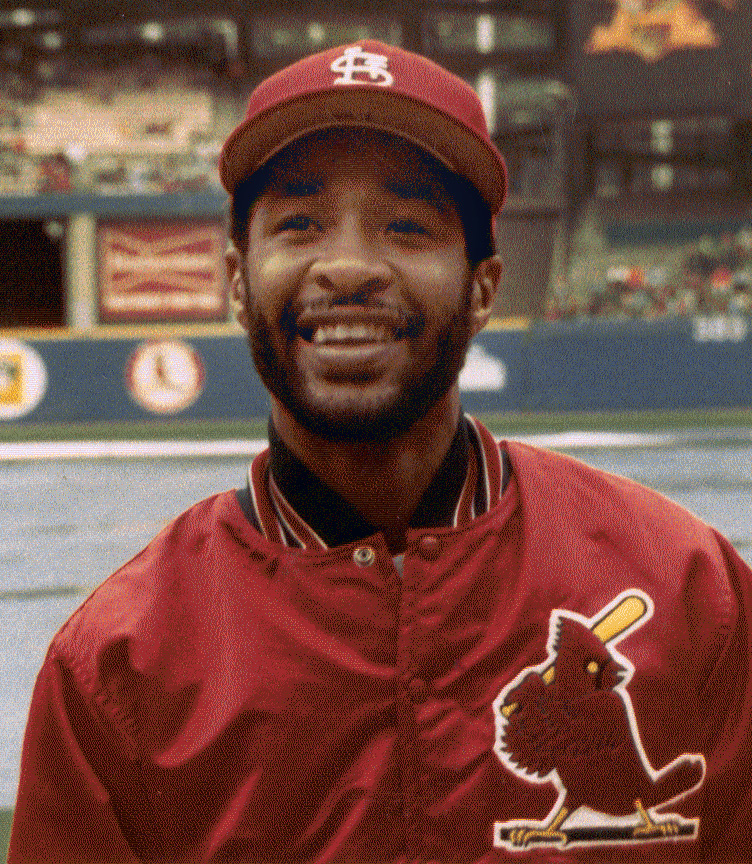
Ozzie Smith des Cardinals de Saint-Louis, joueur par excellence de la Série de championnat.

La Série de championnat de la Ligue nationale de baseball 1985 était la série finale de la Ligue nationale de baseball, dont l'issue a déterminé le représentant de cette ligue à la Série mondiale 1985, la grande finale des Ligues majeures.
Cette série au meilleur de sept parties débute le mercredi 9 octobre 1985 et se termine le mercredi 16 octobre par un triomphe des Cardinals de Saint-Louis, quatre victoires à deux sur les Dodgers de Los Angeles.
Il s'agit de la première Série de championnat à être jouée dans un format quatre-de-sept, les précédentes séries de 1969 à 1984 ayant été jouées au meilleur de cinq parties.

## Équipes en présence

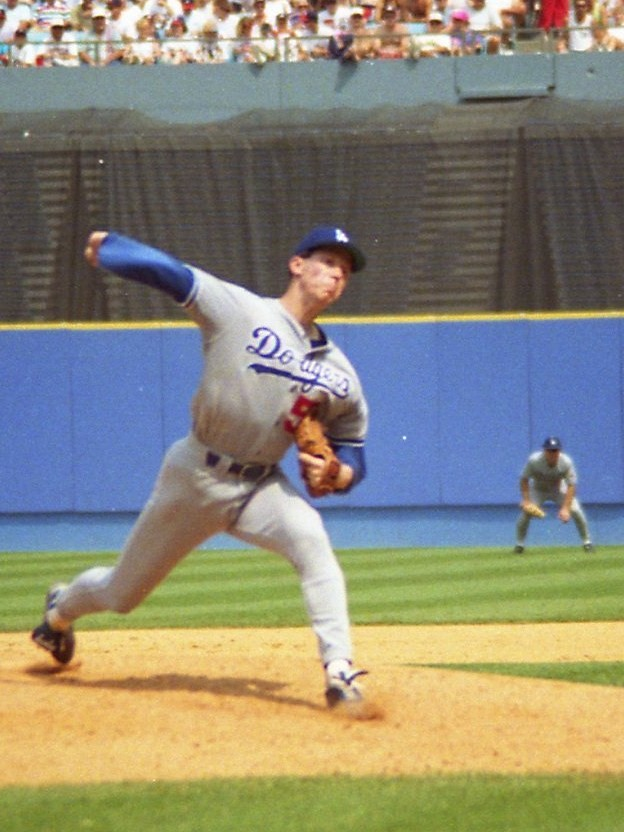
Orel Hershiser.

Trois ans après leur conquête de la Série mondiale 1982, les Cardinals de Saint-Louis remportent en 1985 le titre de la division Est de la Ligue nationale, avec 101 victoires contre 61 défaites. Il s'agit du meilleur dossier parmi toutes les équipes du baseball majeur et de leur meilleure saison régulière depuis 1967. Le championnat est cependant chèrement acquis, puisque les Cardinals ne terminent que trois parties devant les Mets de New York, gagnants de 98 matchs en 1985. 
Dans la division Ouest, les Dodgers de Los Angeles remportent un second titre de section en trois ans et un troisième en cinq ans, avec une saison régulière de 95 victoires et 67 défaites, cinq matchs et demi devant leurs plus proches poursuivants, les Reds de Cincinnati. 
Parmi les vedettes des Cardinals de 1985, on retrouve d'abord Willie McGee, joueur par excellence de la saison dans la Ligue nationale et champion frappeur avec une moyenne au bâton de ,353, auteur de sommets dans la ligue pour les coups sûrs (216) et les triples (18). Avec un record de 110 buts volés pour un joueur de première année, Vince Coleman domine le baseball majeur et remporte aisément le titre de recrue de l'année. Avec 314 vols de buts durant la saison, les Cardinals dominent largement la ligue puisque l'équipe de second rang à ce chapitre, les Cubs de Chicago, en a totalisé 182. Au 110 larcins de Coleman, il faut aussi ajouter les 56 de McGee, les 34 d'Andy Van Slyke et les 31 d'Ozzie Smith et Tom Herr. Au monticule, le lanceur gaucher John Tudor connaît une saison exceptionnelle avec 21 victoires et une moyenne de points mérités de 1,93 mais échappe le trophée Cy Young aux mains de la jeune sensation des Mets, Dwight Gooden. Son coéquipier Joaquin Andujar remporte lui aussi 21 matchs et Danny Cox passe bien près des 20 victoires en gagnant 18 parties.
Moins rapides, les Dodgers ne sont pas en reste côté offensive puisque Pedro Guerrero n'est devancé que par McGee au chapitre de la moyenne au bâton et domine la Nationale à la fois pour la moyenne de puissance et la moyenne de présence sur les buts. Leur force se situe cependant au monticule, leurs lanceurs ayant affiché la moyenne de points mérités la plus basse (2,96) de la ligue en saison régulière. Quatre lanceurs partants ont des moyennes inférieures à trois points alloués par partie : Orel Hershiser (2,03), Bob Welch (2,31), Fernando Valenzuela (2,45) et Jerry Reuss (2,92). Hershiser remporte 19 matchs contre seulement 3 défaites et Valenzuela connaît une autre saison de plus de 200 retraits sur des prises.
C'est la première fois que les Dodgers et les Cardinals se rencontrent en séries éliminatoires.

## Déroulement de la série

### Calendrier des rencontres
| Match | Date       | Visiteur                 | Hôte                     | Score  |
| ----- | ---------- | ------------------------ | ------------------------ | ------ |
| 1     | 9 octobre  | Cardinals de Saint-Louis | Dodgers de Los Angeles   | 1 - 4  |
| 2     | 10 octobre | Cardinals de Saint-Louis | Dodgers de Los Angeles   | 2 - 8  |
| 3     | 12 octobre | Dodgers de Los Angeles   | Cardinals de Saint-Louis | 2 - 4  |
| 4     | 13 octobre | Dodgers de Los Angeles   | Cardinals de Saint-Louis | 2 - 12 |
| 5     | 14 octobre | Dodgers de Los Angeles   | Cardinals de Saint-Louis | 2 - 3  |
| 6     | 16 octobre | Cardinals de Saint-Louis | Dodgers de Los Angeles   | 7 - 5  |

### Match 1
Mercredi 9 octobre 1985 au Dodger Stadium, Los Angeles, Californie.
| Cardinals de Saint-Louis | 0 | 0 | 0 | 0 | 0 | 0 | 1 | 0 | 0 | 1 | 8 | 1 |
| Dodgers de Los Angeles | 0 | 0 | 0 | 1 | 0 | 3 | 0 | 0 | X | 4 | 8 | 0 |
| Lanceurs partants : STL : John Tudor LA : Fernando Valenzuela Vic. : Fernando Valenzuela (1-0) Déf. : John Tudor (0-1) Sauv. : Tom Niedenfuer (1) |   |   |   |   |   |   |   |   |   |   |   |   |

Le gagnant de 20 victoires John Tudor, des Cardinals, est opposé à l'as des Dodgers Fernando Valenzuela en ouverture de la série. Los Angeles est la première équipe à s'inscrire au tableau en quatrième manche lorsqu'une erreur de Terry Pendleton permet à Bill Madlock d'atteindre les sentiers. Après avoir volé le deuxième, il marque sur un coup sûr de Pedro Guerrero. Tudor est chassé de la partie en sixième manche par les Dodgers. Madlock frappe encore en réussissant un double. Après un but-sur-balles intentionnel à Guerrero et un retrait, Mike Scioscia et Candy Maldonado enchaînent avec des simples d'un point, ce dernier sur un amorti surprise. Puis Steve Sax porte la marque à 4-0 Los Angeles avec un double. Au monticule pour les Dodgers, Valenzuela n'accorde qu'un point et Tom Niedenfuer enregistre les huit derniers retraits pour le sauvetage.

### Match 2
Jeudi 10 octobre 1985 au Dodger Stadium, Los Angeles, Californie.
| Cardinals de Saint-Louis | 0 | 0 | 1 | 0 | 0 | 0 | 0 | 0 | 1 | 2 | 8  | 1 |
| Dodgers de Los Angeles | 0 | 0 | 3 | 2 | 1 | 2 | 0 | 0 | X | 8 | 13 | 1 |
| Lanceurs partants : STL : Joaquin Andujar LA : Orel Hershiser Vic. : Orel Hershiser (1-0) Déf. : Joaquin Andujar (0-1) HRs: LA : Greg Brock (1) |   |   |   |   |   |   |   |   |   |   |    |   |

Bill Madlock avec trois coups sûrs et deux points produits, Ken Landreaux avec trois coups sûrs et Greg Brock avec un circuit de deux points sonnent la charge pour les Dodgers, qui triomphe 8-2 pour prendre les devants 2 parties à zéro dans la série. Avec six points alloués sur huit coups sûrs, Joaquin Andujar, malgré ses six retraits sur des prises, est sorti du match après quatre manches et un tiers lancées. Son adversaire Orel Hershiser lance de son côté un match complet pour les vainqueurs.

### Match 3
Samedi 12 octobre 1985 au Busch Memorial Stadium, Saint-Louis, Missouri.
| Dodgers de Los Angeles | 0 | 0 | 0 | 1 | 0 | 0 | 1 | 0 | 0 | 2 | 7 | 2 |
| Cardinals de Saint-Louis | 2 | 2 | 0 | 0 | 0 | 0 | 0 | 0 | X | 4 | 8 | 0 |
| Lanceurs partants : LA : Bob Welch STL : Danny Cox Vic. : Danny Cox (1-0) Déf. : Bob Welch (0-1) Sauv. : Ken Dayley (1) HRs: STL : Tom Herr (1) |   |   |   |   |   |   |   |   |   |   |   |   |

Menacés d'une troisième défaite en autant de parties, les Cardinals frappent tôt dans cette première partie devant leurs partisans, avec un peu d'aide de la défensive adverse. Vince Coleman amorce le tour au bâton des Cards en première manche avec un simple. Il vole le deuxième but puis le lanceur des Dodgers Bob Welch tente de le surprendre trop loin du coussin en relayant au deuxième. La balle aboutit au champ extérieur et le rapide Coleman vient marquer sur l'erreur de Welch. Un roulant à l'avant-champ de Terry Pendleton pour le deuxième retrait de la manche permet à Willie McGee de croiser le marbre pour porter Saint-Louis en avant 2-0. À la manche suivante, l'histoire se répète : Coleman réussit un simple et cette fois c'est le receveur Mike Scioscia qui tente de le surprendre avec un relai au premier but : le lancer est imprécis, la balle se retrouve au champ et Coleman se rend au troisième but sur l'erreur de Scioscia. Il marque sur un simple de McGee et plus tard Tom Herr donne les devants 4-0 aux Cardinals avec un coup de circuit. Les Dodgers sont incapables de revenir dans le match et s'inclinent 4-2.

### Match 4
Dimanche 13 octobre 1985 au Busch Memorial Stadium, Saint-Louis, Missouri. 
| Dodgers de Los Angeles | 0 | 0 | 0 | 0 | 0 | 0 | 1 | 1 | 0 | 2  | 5  | 1 |
| Cardinals de Saint-Louis | 0 | 9 | 0 | 1 | 1 | 0 | 0 | 1 | X | 12 | 15 | 0 |
| Lanceurs partants : LA : Jerry Reuss STL : John Tudor Vic. : John Tudor (1-1) Déf. : Jerry Reuss (0-1) HRs : LA : Bill Madlock (1) |   |   |   |   |   |   |   |   |   |    |    |   |

Quelque deux heures avant que le premier lancer soit effectué, les Cardinals encaissent un dur coup. Dans un accident bizarre, la recrue Vince Coleman se retrouve la jambe coincée sous la toile qui se déroule mécaniquement sur le terrain afin de le protéger de la pluie qui tombe sur Saint-Louis. Coleman souffre d'une fracture de la cheville : il ne participera pas à ce match ni à aucun autre des séries éliminatoires de 1985. L'accident ne semble guère affecter Saint-Louis, du moins dans ce match, puisqu'ils remportent une victoire facile de 12-2 grâce à une deuxième manche de neuf points. Trois lanceurs se succèdent au monticule dans cette seule manche pour les Dodgers et le partant Jerry Reuss n'aide pas sa cause en commettant une erreur sur une tentative de squeeze de John Tudor. Terry Pendleton et Tito Landrum produisent chacun trois points pour les Cards, ce dernier avec une performance de quatre coups sûrs en cinq présences au bâton.

### Match 5
Lundi 14 octobre 1985 au Busch Memorial Stadium, Saint-Louis, Missouri.
| Dodgers de Los Angeles | 0 | 0 | 0 | 2 | 0 | 0 | 0 | 0 | 0 | 2 | 5 | 1 |
| Cardinals de Saint-Louis | 2 | 0 | 0 | 0 | 0 | 0 | 0 | 0 | 1 | 3 | 5 | 1 |
| Lanceurs partants : LA : Fernando Valenzuela STL : Bob Forsch Vic. : Jeff Lahti (1-0) Déf. : Tom Niedenfuer (0-1) HRs : LA : Bill Madlock (2) STL : Ozzie Smith (1) |   |   |   |   |   |   |   |   |   |   |   |   |

Les Cardinals inscrivent deux points dès la manche initiale. Ils profitent des largesses du partant Fernando Valenzuela qui accorde des buts-sur-balles à Willie McGee et Ozzie Smith. Tom Herr enchaîne avec un double bon pour deux points. Valenzuela se ressaisit rapidement et réussit sept retraits sur des prises en huit manches. Bill Madlock nivèle le score en quatrième manche pour les Dodgers avec un circuit de deux points. L'égalité persiste jusqu'en neuvième manche. Le stoppeur Tom Niedenfuer relève Valenzuela mais Ozzie Smith, pourtant peu connu pour démontrer de la puissance à l'offensive, frappe un long circuit au champ droit après un retrait pour faire gagner son équipe 3-2. Les Cardinals, après avoir perdu les deux premiers matchs à Los Angeles, retournent en Californie avec la mission de remporter une seule victoire pour passer en Série mondiale.

### Match 6
Mercredi 16 octobre 1985 au Dodger Stadium, Los Angeles, Californie.
| Cardinals de Saint-Louis | 0 | 0 | 1 | 0 | 0 | 0 | 3 | 0 | 3 | 7 | 12 | 1 |
| Dodgers de Los Angeles | 1 | 1 | 0 | 0 | 2 | 0 | 0 | 1 | 0 | 5 | 8  | 0 |
| Lanceurs partants : STL : Joaquin Andujar LA : Orel Hershiser Vic. : Todd Worrell (1-0) Déf. : Tom Niedenfauer (0-2) Sauv. : Ken Dayley (2) HRs : STL : Jack Clark (1) LA : Mike Marshall (1), Bill Madlock (3) |   |   |   |   |   |   |   |   |   |   |    |   |

Faisant face à l'élimination devant leurs partisans, les Dodgers prennent une avance rapide de 2-0. En première manche, le toujours dangereux Bill Madlcok fait marquer Mariano Duncan sur un simple. Ce même Duncan produit un point en deuxième manche, alors qu'il suit son lanceur Orel Hershiser, auteur d'un simple, avec un coup sûr qui pousse Greg Brock au marbre. En troisième, c'est au tour du lanceur des Cardinals, Joaquin Andujar, de se distinguer en offensive alors qu'il claque un double et vient marquer sur un simple de Tom Herr. Mais les Dodgers ajoutent à leur mince avance en cinquième manche contre Andujar. Un ballon sacrifice de Pedro Guerrero et un troisième circuit en trois matchs de Bill Madlock portent le score à 4-1 pour les Californiens.
En septième manche, Hershiser, jusque-là solide, est chassé de la rencontre alors que Saint-Louis y va d'une poussée de trois points pour égaliser les chances. Willie McGee fait compter deux coureurs avec un simple et il marque lui-même lorsque le releveur des Dodgers Tom Niedenfuer est accueilli dans la partie par un triple d'Ozzie Smith. Mais en fin de huitième manche, Mike Marshall frappe une offrande du releveur Todd Worrell de l'autre côté de la clôture : son circuit redonne les devants 5-4 aux Dodgers, qui n'ont besoin que de trois retraits pour égaler la série.
En début de neuvième manche, Tom Niedenfuer retire le premier frappeur des Cardinals. Mais Willie McGee réussit un simple et vole le deuxième but. Ozzie Smith soutire un but-sur-balles et Jack Clark porte un dur coup aux partisans des Dodgers en claquant un circuit de trois points qui transforme le déficit de 4-5 des Cards en avance de 7 à 5. À leur tour au bâton, les Dodgers sont liquidés dans l'ordre par le stoppeur Ken Dayley, qui réussit son deuxième sauvetage de la série alors que Niedenfuer, le lanceur perdant, vient de saboter deux avances en deux matchs pour Los Angeles. Saint-Louis remporte la série et passe en grande finale contre Kansas City.

## Joueur par excellence
L'arrêt-court étoile des Cardinals de Saint-Louis Ozzie Smith est nommé joueur par excellence de la Série de championnat 1985 de la Ligue nationale de baseball. Smith frappe dans une moyenne au bâton de ,435 durant ces six affrontements face aux Dodgers et élève sa moyenne de puissance à ,696. Il réussit 10 coups sûrs en six parties, produit trois points, en marque quatre et vole un but. On se souvient surtout de son dramatique coup de circuit qui donne la victoire aux Cards en neuvième manche du cinquième match.